# Батальйон 6888
Батальйон 6888 (англ. The Six Triple Eight) — американська військова драма 2024 року, написана та знята Тайлером Перрі про 6888 батальйон центральної поштової служби, повністю чорношкірий і жіночий батальйон під час Другої світової війни. Фільм заснований на журнальній статті 2019 року «Війна на два фронти» Кевіна М. Хімела. У фільмі представлений акторський ансамбль, до якого входять Керрі Вашингтон, Ебоні Обсидіан, Мілауна Джексон, Кайлі Джефферсон, Шеніс Шантей, Сара Джеффері, Пепі Сонуга, Морія Браун, Грегг Салкін, Сьюзен Серендон, Дін Норріс, Сем Вотерстон і Опра Вінфрі.
«Батальйон 6888» вийшов у прокат у деяких кінотеатрах 6 грудня 2024 року, а 20 грудня 2024 року відбувся стрімінговий дебют на Netflix. Саундтрек фільму «The Journey» був номінований як найкраща пісню до фільму на 97-й церемонії вручення премії «Оскар».

## Сюжет
Мати із Західної Вірджинії щодня чекає новин від двох своїх синів, які служать за кордоном. Тим часом друзі дитинства Лена та Абрам стикаються з труднощами своїх стосунків, що зароджуються (Лена — чорношкіра, а Абрам — єврей) у Філадельфії 1940-х років, коли він готується до відправлення. Абрам помирає незабаром після того, як отримав звання пілота-офіцера, тож розбита серцем Лена клянеться вступити на службу після закінчення навчання.
У потязі, на шляху до базового тренування в Джорджії, Лена зустрічає інших новобранців, які стануть її друзями. Їх тренують капітан Чаріті Адамс і лейтенант Ноель Кемпбелл. Попри гарну підготовку, батальйону не віддають наказів.
Одного дня мати із Західної Вірджинії йде до Білого дому і каже Елеонорі Рузвельт, що по всій країні ніхто не отримує пошту з війни. Президент Рузвельт зустрічається з двома високопоставленими офіцерами, місіс Рузвельт і Мері Маклеод Бетьюн, щоб обговорити це.
Генерал пояснює, що пошта не доставляється, тому що їм довелося пріоритезувати поставки припасів. Як наслідок, мільйони листів і пакунків накопичилися в ангарах у Британії. Усунення відставання стало матеріально-технічним кошмаром, який не змогли вирішити кілька підрозділів, у тому числі підрозділ білих жінок. Проте Бетьюн стверджує, що Чорношкірий жіночий армійський корпус може це зробити, тому підрозділ капітана Адамс нарешті отримує наказ.
Батальйону належить перетнути бурхливу Атлантику на океанському лайнері «Іль-де-Франс» без морського супроводу. Коли вони прибувають до Глазго, вони стикаються з командиром-расистом генералом Холтом, який змушує їх пройти маршем містом одразу після приземлення до закинутої, зараженої щурами, неопалюваної школи-інтернату, яка стане їхньою базою.
Щойно підвищеній в званні майору Адамс і її заступниці, капітану Кемпбелл, дається шість місяців, щоб перетворити школу на поштове відділення та казарму, та розчистити дворічне відставання від недоставленої пошти. Близький дедлайн покликаний забезпечити їхній провал.
Щойно як батальйон потрудився, щоб привести до ладу приміщення для проживання, їдальню до її первозданного стану та добре організований зал для сортування пошти, — можна починати роботу. Одного разу Лена втрачає самовладання, побачивши безтурботне поводження з жетонами, знайденими в пошкоджених листах. Вона розповідає друзям про свій зв'язок з Абрамом і про те, що вона ніколи не отримувала від нього листів, тож вона з перших вуст знає, наскільки важливою є їхня робота. Її друзі обіцяють роздивлятися за будь-яким листом, адресованим їй, і майор Адамс каже Лені, що її історія також допомогла їй усвідомити важливість їхньої роботи.
Разом із сповіщенням про те, що сортовану пошту за перші два місяці неможливо було доставити, батальйон просять прийняти афроамериканських солдатів для підняття морального духу. Лена бачить там Х'ю, з яким зустрічалася раніше. Вони починають танцювати, але незабаром вона йде, почувши пісню, яку вона асоціює з Абрамом. Тому вони вирішили бути друзями.
Коли з'ясовується, що час від часу відкривається лист, члени батальйону вказують на різні труднощі та виклики, з якими вони стикаються. До них належать численні випадки ідентичних імен, численні картки локації для солдатів, у міру руху їхніх підрозділів, щури, які пошкоджують адреси і вміст листів, і цвіль, серед іншого.
Після смерті Рузвельта прибуває білий капелан, який виголошує проповідь, яка підриває кваліфікацію та мораль майора Адамс. Потім, знайшовши його вкрай негативний рапорт про неї, вона наказує зібрати його речі та відправляє його геть.
Того самого дня, коли знайдено лист від Абрама до Лени, дві жінки з їхнього підрозділу гинуть від бомби, по дорозі до школи. Після їх похорону Лена має змогу відвідати його могилу, де вона читає його листа. У ньому він каже їй жити довго і вона, нарешті, приймає свою втрату.
Генерал Холт відвідує 6888 і різко його критикує. Оскільки працює цілодобово, нічна зміна спить, коли він прибуває. Холта не пускають в душові, на випадок, якщо хтось приймає душ. Після огляду зони сортування пошти він оголошує майора Адамс некомпетентною і каже, що замінить її білим чоловіком.
Адамс відповідає «через мій труп» і красномовно пояснює Холту в обличчя, щоб дати зрозуміти, що вона не піде у відставку. Солдати, які почули розмову, залишаються стояти на місці, поки вона не спустилася, щоб змусити їх повернутися до роботи, а вони бурхливо аплодують їй.
Коли генерал Халт намагається проштовхнути військовий суд над майором Адамс, він чує вітальні вигуки свого підрозділу, коли їхня пошта нарешті приходить. 6888 успішно вирівняв дворічне відставання з 17 мільйонів листів лише за 90 днів, незважаючи на труднощі. Пізніше їх відправили до Руана у Франції, щоб розчистити ще одне відставання. Пізніше Лена виходить заміж за Х'ю, проживши довге життя.
Жінок з «6888» не особливо цінували, коли вони повернулися на американську землю в той час. Значно пізніше, Мішель Обама спостерігає за церемонією вшанування 6888. Крім того, базу армії США «Форт-Лі» було перейменовано частково на честь Адамс.

## Акторський склад
| - Керрі Вашингтон — майор Чаріті Адамс - Ебоні Обсидіан — Лена Деррікотт Белл Кінг - Дін Норріс — генерал Халт - Сем Вотерстон у ролі Франкліна Рузвельта - Опра Вінфрі в ролі Мері Маклеод Бетьюн - Сьюзен Серендон в ролі Елеонори Рузвельт - Мілауна Джексон — капітан Ноель Кемпбелл - Кайлі Джефферсон у ролі Берніс Бейкер - Шеніс Шантей в ролі Джонні Мей Бертон - Сара Джеффері в ролі Долорес Вашингтон | - Пепі Сонуга в ролі Елейн Вайт - Сара Хелбрінгер — Мері Кетрін - Джей Рівз — рядовий Г'ю Белл - Жанте Годлок — Віра Скотт - Морія Браун в ролі Інес Брайт - Грегг Салкін в ролі Абрама Девіда - Донна Біско в ролі Емми Деррікотт - Бааджа-Лайн Одумс — Сьюзі - Джеффрі Томас Джонсон — полковник Девенпорт - Нік Гарріс у ролі капелана Клеменса |

## Виробництво
У грудні 2022 року було оголошено, що Тайлер Перрі буде сценаристом і режисером фільму «Батальйон 6888» для Netflix. Фільм заснований на статті історика Кевіна М. Хаймела «Боротьба у війні на два фронти», опублікованій у лютому 2019 року в журналі WWII History. У січні 2023 року було оголошено акторський склад, у тому числі Керрі Вашингтон, Сема Вотерстона, Сьюзен Серендон і Опру Вінфрі, Вашингтон також приєдналася як виконавчий продюсер.
Зйомки почалися 17 січня 2023 року в Атланті. Виробництво також відбулося в «Маленькій Німеччині», що в Бредфорді та в Імперському військовому музеї Даксфорда в лютому. Зйомки проходили в Сідартауні, штат Джорджія, 28 березня 2023 року.
Бюджет фільму «Батальйон 6888» становить 70 мільйонів доларів, що робить його найбільш масштабним і найдорожчим виробництвом Перрі на сьогоднішній день.

### Музика
Музику до фільму склав Аарон Зігман, який раніше написав музику до 13 фільмів Перрі, починаючи з фільму «Навіщо ми одружуємося?» (2007) у співпраці з музичним супервайзером Джоелем К. Хаєм, режисером монтажу Мейсі Хой і музичним редактором Джонні Карузо. Для Батальйон 6888 на Зігмана вплинула епоха біг-бендів, а також композитори Аарон Копленд і Самюел Барбер, причому більшість його творчого процесу відбувалася за фортепіано. Першою музичною реплікою, написаною для фільму, була сцена, де батальйон сходить з корабля після прибуття в Європу. The Six Triple Eight (Soundtrack from the Netflix Film) було випущено в цифровому вигляді 6 грудня 2024 року через Netflix Music. «The Journey», пісня, яка звучить у титрах фільму, була написана Даян Уоррен і виконана H.E.R., який також грала на гітарі та фортепіано в треку. Балада раніше використовувалася ESPN як саундтрек для репортажів, присвячених фіналу НБА 2023 року. Музичне відео за участю H.E.R., яка виступає в концертному інтеркаті з кліпами з фільму, вийшов у листопаді 2024 року. На 97-й церемонії вручення премії «Оскар» «The Journey» Воррена було номіновано в категорії «Найкраща пісня до фільму», а музика Зігмана увійшла до короткого списку в категорії «Найкраща музика до фільму».

## Реліз
У лютому 2024 року повідомлялося, що «Батальйон 6888» буде частиною календаря релізів Netflix на 2024 рік, а точну дату ще не було оголошено. У серпні 2024 року Netflix оголосив, що фільм під назвою «Батальйон 6888» вийде в обмеженому прокаті 6 грудня 2024 року, а через два тижні — 20 грудня — на Netflix.
«Батальйон 6888» зібрав 52,4 мільйона переглядів за перші чотири тижні на Netflix, ставши найпопулярнішим фільмом Тайлера Перрі на сервісі на сьогоднішній день. Історична драма також підвищила кількість глядачів чотирьох інших фільмів Перрі на Netflix, таких як «Мистецтво провини», «Блюз джазмена» (2022), «Медея: Повернення додому» (2020) і «Падіння з благодаті» (2020) на понад 45 % після початку трансляції «Батальйону 6888» 20 грудня. Крім того, фільм потрапив до Топ-10 у більш ніж 85 країнах, це найбільше серед усіх фільмів, які він знімав для стрімінгової платформи.

## Сприйняття

### Критика
На веб-сайті агрегатора рецензій Rotten Tomatoes 52 % із 50 відгуків критиків є позитивними із середньою оцінкою 5,4/10. Консенсус веб-сайту говорить: «Батальйон 6888 розповідає важливу правдиву історію зі сталевою Керрі Вашингтоном на чолі, але, на жаль, його нудотна презентація не дозволяє цим надихаючим подіям говорити самим за себе». Metacritic, який використовує середньозважену оцінку, поставив фільму 51 зі 100 на основі 14 критиків, вказуючи на «змішані або посередні» рецензії.
Кінокритик Пітер Дебрюдж з «Variety» дав позитивну рецензію, написавши: «Батальйон 6888 дає Перрі його найкращу та найсуттєвішу стрічку на сьогоднішній день (тільки ансамблева мелодрама 2010 року „Для кольорових дівчат“ підходить впритул)… Фільм може похвалитися досить великим акторським складом, щоб розпочати десяток або близько того кар'єр, і все ж одна гра стоїть на голову вище за інших: Це був би рішучий поворот Вашингтон в ролі Адамс, яка протистоїть зарозумілим білим офіцерам». Френк Шек з «The Hollywood Reporter» також дав позитивну рецензію, високо оцінивши виступи Обсидіан і Вашингтон. Джессі Хассенджер з «The Guardian» дав йому 2/5 зірок, написавши: «Керрі Вашингтон ламає комедію в тужливій оді сценариста-режисера до батальйону жінок у Другій світовій війні, які заслуговують набагато кращого».

### Нагороди і номінації
| Нагорода                                   | Дата церемонії    | Категорія                                                                                  | Одержувач(і)                                    | Результат      | Прим.  |
| ------------------------------------------ | ----------------- | ------------------------------------------------------------------------------------------ | ----------------------------------------------- | -------------- | ------ |
| Оскар                                      | 2 березня 2025    | Найкраща пісня до фільму                                                                   | «The Journey» — Даян Уоррен                     | Номінація      | [ 25 ] |
| Асоціація афроамериканських кінокритиків   | 19 лютого 2025    | Beacon Award                                                                               | Ніколь Авант                                    | Шаблон:Honored | [ 26 ] |
| Black Reel Awards                          | 10 лютого 2025    | Видатний головний виступ                                                                   | Керрі Вашингтон                                 | Номінація      | [ 27 ] |
| Black Reel Awards                          | 10 лютого 2025    | Видатна оригінальна пісня                                                                  | «The Journey» — Даян Уоррен; У виконанні H.E.R. | Перемога       | [ 27 ] |
| Свято кіно і телебачення                   | 9 грудня 2024     | Премія «Ікона»                                                                             | Тайлер Перрі                                    | Перемога       | [ 28 ] |
| Hollywood Music in Media Awards            | 20 листопада 2024 | Найкраща оригінальна музика до художнього фільму                                           | Аарон Зігман                                    | Номінація      | [ 29 ] |
| Hollywood Music in Media Awards            | 20 листопада 2024 | Найкраща оригінальна пісня в художньому фільмі                                             | «The Journey» — Даян Уоррен; У виконанні H.E.R. | Перемога       | [ 29 ] |
| NAACP Image Award                          | 22 лютого 2025    | Видатний фільм                                                                             | Батальйон 6888                                  | Перемога       | [ 30 ] |
| NAACP Image Award                          | 22 лютого 2025    | Видатна актриса в кіно                                                                     | Керрі Вашингтон                                 | Перемога       | [ 30 ] |
| NAACP Image Award                          | 22 лютого 2025    | Найкраща актриса другого плану у фільмі                                                    | Ебоні Обсидіан                                  | Перемога       | [ 30 ] |
| NAACP Image Award                          | 22 лютого 2025    | Видатне проривне виконання в кіно                                                          | Ебоні Обсидіан                                  | Перемога       | [ 30 ] |
| NAACP Image Award                          | 22 лютого 2025    | Видатний акторський ансамбль у фільмі                                                      | Акторський склад Батальйону 6888                | Перемога       | [ 30 ] |
| Супутник                                   | 26 січня 2025     | Найкраща оригінальна пісня                                                                 | «The Journey» — Даян Уоррен                     | Номінація      | [ 31 ] |
| Нагороди Товариства композиторів і ліриків | 12 лютого 2025    | Видатна оригінальна пісня для драматичного чи документального візуального медіавиробництва | «The Journey» — Даян Уоррен                     | Перемога       | [ 32 ] |

## Нотатки
1. ↑  Також за «Чорного хрещеного батька»[en]